# 애로스미스 (영화)
《애로우스미스》(Arrowsmith)는 미국에서 제작된 존 포드 감독의 1931년 드라마 영화이다. 싱클레어 루이스의 동명의 소설을 바탕으로 제작되었다. 로널드 콜먼 등이 주연으로 출연하였고 사무엘 골드윈 등이 제작에 참여하였다.

## 출연

### 주연
- 로널드 콜먼
- 헬렌 헤이즈

### 조연
- 리처드 베넷
- 알렉 B. 프란시스
- 클로드 킹
- 버트 로치
- 마이어나 로이
- 러셀 홉튼
- 데이빗 랜도
- 럼스덴 헤어

## 기타
- 원작자: 싱클레어 루이스